# Scontri di Maresego

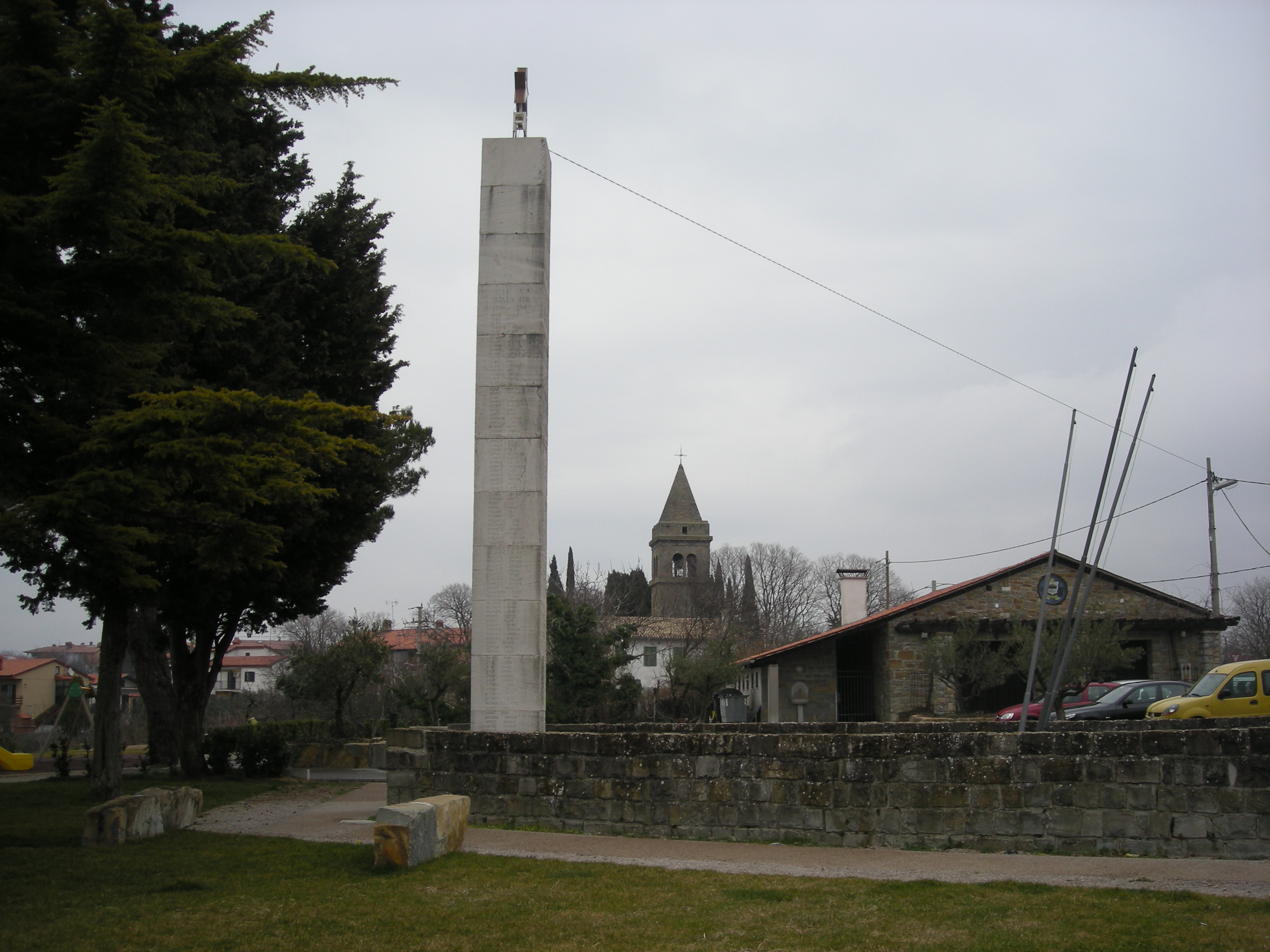
Scorcio di Maresego

Gli scontri di Maresego o rivolta di Maresego (in sloveno: Marežganski upor, letteralmente "rivolta di Maresego") sono un fatto storico accaduto nel piccolo paese di Maresego, nel comune di Capodistria, nell'Istria settentrionale, oggi appartenente alla Repubblica di Slovenia.

## La campagna elettorale
Il 15 maggio del 1921 si tennero in Italia le elezioni politiche, le prime che coinvolsero le terre annesse dopo la prima guerra mondiale. Le elezioni in Italia furono contraddistinte da scontri tra i militanti dei diversi schieramenti nei quali persero la vita svariate decine di persone. In particolare il 15 maggio furono uccise 22 persone: 6 fascisti, 5 fra socialisti e comunisti, 10 estranei ai conflitti politici ed un agente. La campagna elettorale e le operazioni di voto in Istria si svolsero in un clima di intimidazione, da parte delle squadre d'azione, verso slavi, comunisti, socialisti e popolari.
Nella Venezia Giulia gli schieramenti erano contrapposti anche su base etnica. In Istria alla competizione elettorale parteciparono il Blocco Nazionale Istriano (ossia la coalizione che comprendeva fascisti e gli ex liberali-nazionali del Partito democratico, versione locale della coalizione promossa da Giolitti a livello nazionale), la Concentrazione slava (in sloveno e in croato chiamata Jugoslovanska (o Jugoslavenska) narodna stranka - Partito nazionale jugoslavo, precedentemente Hrvaško-slovenska (o Hrvatsko-slovenska) narodna stranka - Partito nazionale croato-sloveno), il Partito Comunista d'Italia, il Partito Socialista Ufficiale, il Partito Popolare Italiano e il Partito Repubblicano Italiano.

## I fatti di Maresego

Schema di scheda elettorale del 1921 con simbolo dei Blocchi nazionali, tra cui era presente il Blocco Nazionale Istriano

La mattina del 15 maggio, un gruppo di undici giovani fascisti provenienti presumibilmente da Capodistria raggiunse in camion le vicinanze del paese di Maresego. Da lì gli squadristi proseguirono a piedi fino alla piazza principale. Dopo aver gridato slogan e minacciato gli abitanti del paese, in massima parte sloveni, spararono ripetutamente per intimidire gli elettori e, secondo alcune fonti, lanciarono una bomba a mano e uccisero Joze Sabadin, di Sabadini. I paesani risposero lanciando pietre contro i fascisti, che, presi dal panico, si dispersero cercando di tornare al camion. Alcuni tuttavia furono raggiunti nella campagna e vennero aggrediti violentemente a colpi di zappa. Giuseppe Basadonna di 15 anni, Giuliano Rizzato di 23 anni e Francesco Giachin di 20 anni morirono a causa dei colpi, mentre Filiberto Tassini si salvò, rimanendo tuttavia invalido. Riferisce Chiurco nella sua Storia della rivoluzione fascista che i funerali svoltisi a Capodistria furono molto seguiti dalla popolazione e che un gruppo locale di giovani repubblicani scelse da quel momento la causa fascista.
Giunta notizia dell'episodio, i fascisti di Capodistria organizzarono una spedizione punitiva che raggiunse il paese nel pomeriggio della stessa giornata. La squadra uccise un contadino lungo la strada, e poi rientrò a Capodistria. Il giorno successivo, nel corso di una seconda spedizione punitiva, i fascisti bruciarono diverse case di un villaggio vicino, i cui abitanti erano completamente estranei ai fatti di Maresego, e uccisero senza motivo un altro contadino, di nome Josip Bonin.
I responsabili della rivolta di Maresego sparirono dalla circolazione per qualche tempo. Uno di essi, sorpreso dai carabinieri, venne ucciso qualche mese più tardi. Altri scapparono all'estero ed entrarono tra le file dei comunisti. A dicembre cominciò presso il tribunale penale di Trieste un processo per i fatti accaduti, che terminò in febbraio con 8 condanne a pene detentive varianti da 6 mesi a 8 anni e con 7 assoluzioni.
Nel 1936 agli squadristi uccisi dai contadini di Maresego vennero intitolate tre vie di Capodistria: a Basadonna la calle dei Consoli, a Rizzatto quella dell'Ospedale e a Giachin l'erta Da Ponte. Nel 1956, invece, dopo l'assegnazione alla Jugoslavia della Zona B del TLT, la data del 15 maggio venne eletta a Giornata del Comune di Capodistria, quale simbolo della rivolta contro il fascismo. Tuttora, in ricordo della rivolta di Maresego, il Comune di Capodistria celebra il 15 maggio come festa municipale.